# Gore gwiazda Jezusowi

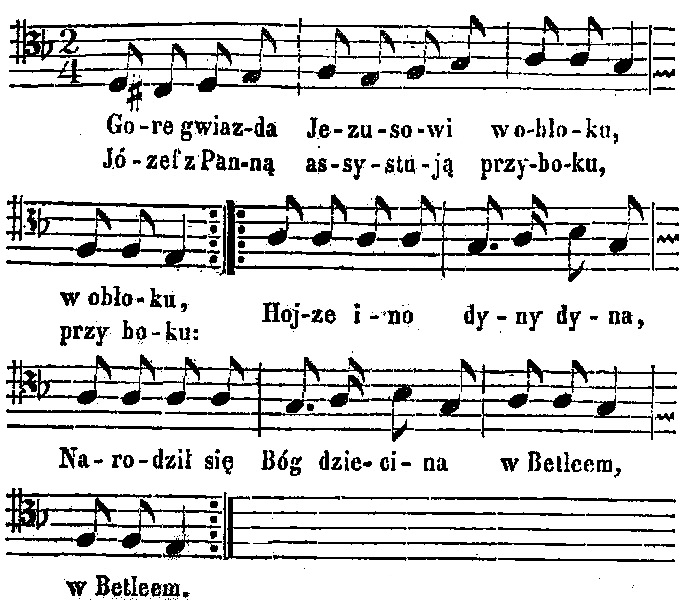
Kolęda "Gore gwiazda" w zbiorze Mioduszewskiego (1843)

Gore gwiazda Jezusowi – polska kolęda powstała prawdopodobnie w XVIII wieku.

## Historia
Tekst pastorałki znalazł się w XVIII-wiecznym rękopisie krakowskiego klasztoru Sióstr Karmelitanek (obecnie w zbiorach Biblioteki Głównej Uniwersytetu im. Adama Mickiewicza w Poznaniu). Tekst łącznie z melodią pojawił się po raz pierwszy w wydanym przez ks. M. Mioduszewskiego w 1843 roku zbiorze „Pastorałki i kolędy z melodyjami”, w spisie widniejąc pod krótszym tytułem Gore gwiazda. Na początku XX wieku kolędę zamieszczono w znanym zbiorze Karola Miarki z 1904 roku, już pod obecnym tytułem Gore gwiazda Jezusowi.

## Współczesne wykonania
Kolęda funkcjonuje w wykonaniach zespołów kolędniczych, towarzysząc Wodzeniu Gwiazdy. Tradycja śpiewania tej kolędy podtrzymywana jest m.in. na Podkarpaciu, na Podhalu, na Lubelszczyźnie.
Kolęda pojawiła się w wielu współczesnych interpretacjach i na płytach takich artystów, jak Arka Noego, Golec uOrkiestra, Brathanki, Rokiczanka, Spirituals Singers Band, Krzysztof Krawczyk, Enej w duecie z Natalią Szroeder.
Istnieją również opracowania nutowe dla wykonań chóralnych.